# Los Gatos (California)
Los Gatos es una ciudad situada en el condado de Santa Clara, en el estado de California, Estados Unidos. Según el censo de 2020, la población era de 33,529 personas, con una densidad aproximada de 1,027 habitantes por kilómetro cuadrado.

## Demografía
De acuerdo con estimaciones de 2007, el ingreso medio por hogar en Los Gatos alcanzaba los 116,568 dólares, mientras que el ingreso medio por familia se situaba en 152,940 dólares. Los hombres obtenían un ingreso promedio de 89,420 dólares, frente a los 57,596 dólares de las mujeres. La renta per cápita era de 56,094 dólares. Aproximadamente el 3.1% de las familias y el 4.3% de la población vivían por debajo del umbral de pobreza.
| 28,673                     | 28,588 | 28,130 | 28,009 | 27,889 | 28,029 |
| (Fuente: [cita requerida]) |        |        |        |        |        |

## Ciudades hermanadas
- Jhonghe City, Taiwán[1]
- Liaoyang, República Popular China[1]
- Listowel, Irlanda[1]
- Tallin, Estonia[1]
- Zihuatanejo, México[1]